# Jubileumi év
A jubileumi év (latin: annus iubilaeus) vagy szentév (latin: annus sanctus) egy különleges év a római katolikus egyházban; ekkor a papok többnyire rendkívüli feloldozási és felmentési felhatalmazásokat kapnak, a hívek pedig teljes búcsút nyerhetnek.
A rendes jubileumi év (jubilaeum maius, jubilaeum anni sancti) 25 évenként következik és egy évig tart, míg a rendkívüli jubileumi év (jubilaeum minus) bármely évben tartható és általában csak pár hónapig tart, ezért kis jubileum-nak is nevezik.

## Ókori zsidóság
A jubileumi év a mózesi törvény szerint  minden 50-ik esztendő volt, melyet a társadalom szociális egyensúlyát biztosító intézkedések megtartásával kellett megünnepelni. A földet pihentették; falakkal nem övezett területeken fekvő, elzálogosított földbirtokok és házak minden ellenszolgáltatás nélkül visszamentek az eredeti birtokos vagy örököseinek tulajdonába; a rabszolgákat szabadon bocsátották, az adósságokat elengedték. E törvények Isten abszolút tulajdonjogának elismerését célozták. 

## Római katolikus egyház
A katolikus egyház átvette a jubileumi év fogalmát, s időnként külön jubileumi évet hirdet, mint különleges kegyelmi és bűnbánati időt, amikor a hívek bizonyos feltételek mellett (templomlátogatás, böjt, alamizsna, gyónás-áldozás) teljes búcsút nyerhetnek. A gyóntatók ilyenkor egyes fönntartott bűnök, egyházi büntetések, fogadalmak stb. alól fölmenthetnek. 
A rendes egyházi jubileumi év a római Szt. Péter-bazilika jubileumi kapujának ünnepélyes megnyitásával kezdődik, s karácsonytól karácsonyig tart; a következő évben az egész Egyházra kiterjesztetik. 
Az első jubileumi évet VIII. Bonifác 1300-ban úgy rendelte el, hogy csak százévenként ismétlődjék. VI. Kelemen 1343-ban a már 50 évenként parancsolta megismételni; 1350-ben egymillióra becsülték a római zarándokok számát. 
VI. Orbán 1389-ben 33 évenként, végül II. Pál 1470-ben 25 évenként ismételteti, ami később is szokásban maradt.